# ماپوسور
ماپوسور (نام علمی: Mapusaurus) یک دایناسور گوشت‌خوار بزرگ و از خویشاوندان نزدیک جیگانوتوسور بود که بین ۹۷ تا ۹۳ میلیون سال پیش در آرژانتین و شیلی می‌زیست. ماپوسور حدود ۱۱ تا ۱۳ متر طول و ۳ تا ۵ تن وزن داشت. این جانور یکی از بزرگ‌ترین دایناسورهای گوشت‌خوار تاریخ به حساب می‌آید.

## نگارخانه

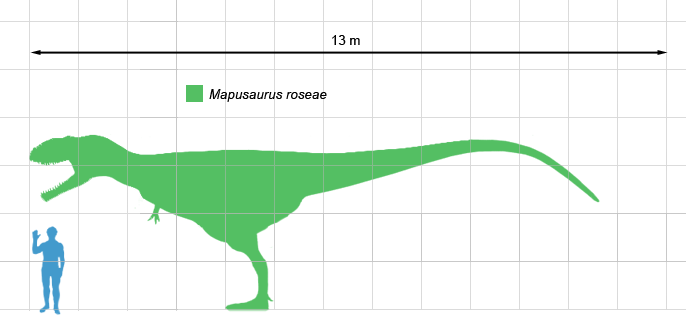
اندازهٔ ماپوسور در مقایسسه با انسان ۱۷۵ سانتیمتری
اندازهٔ ماپاسور کودک، جوان و بزرگسال در مقایسه با انسان ۱۷۵ سانتیمتری
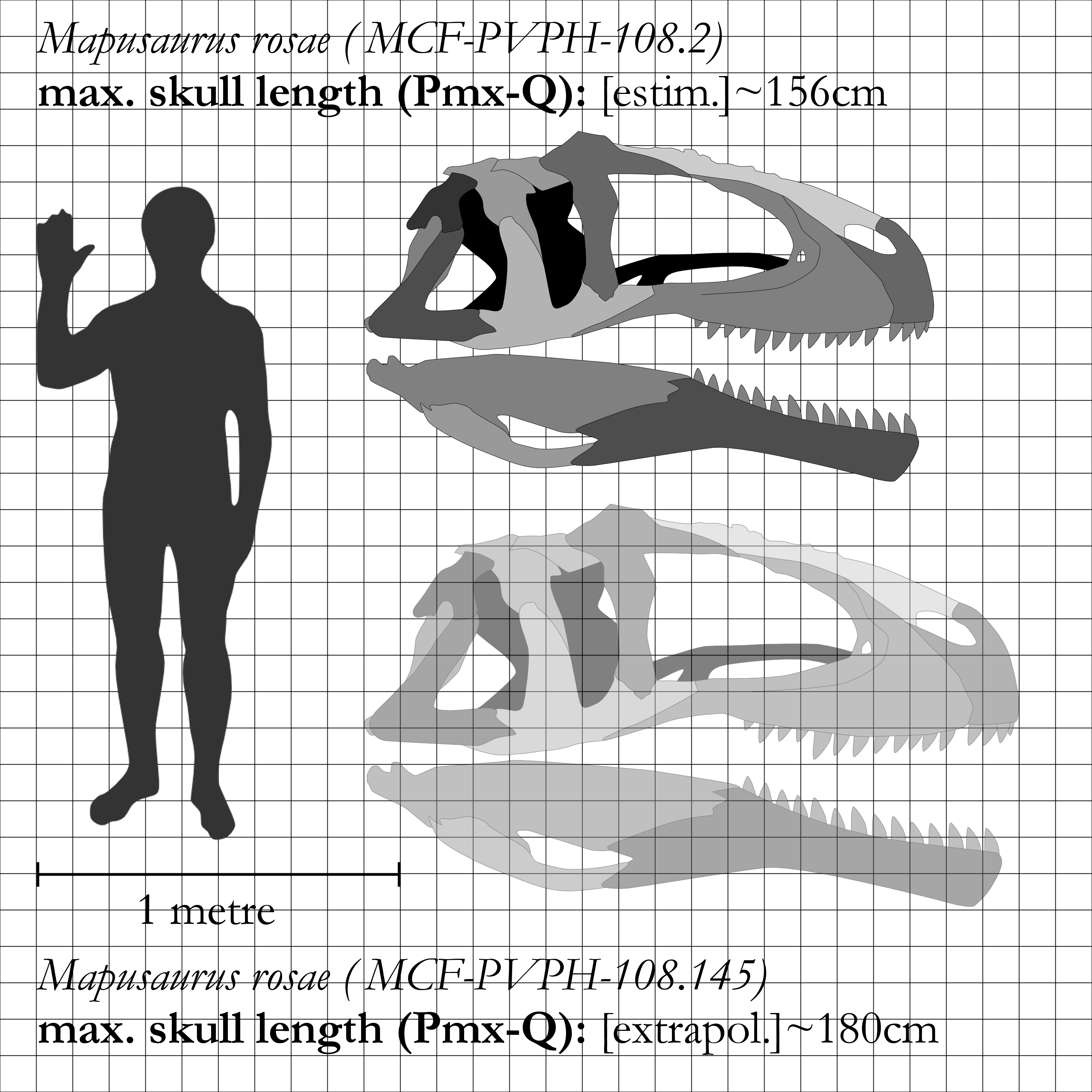
مقایسه اندازهٔ جمجمهٔ ماپوسور جوان و بزرگسال با انسان
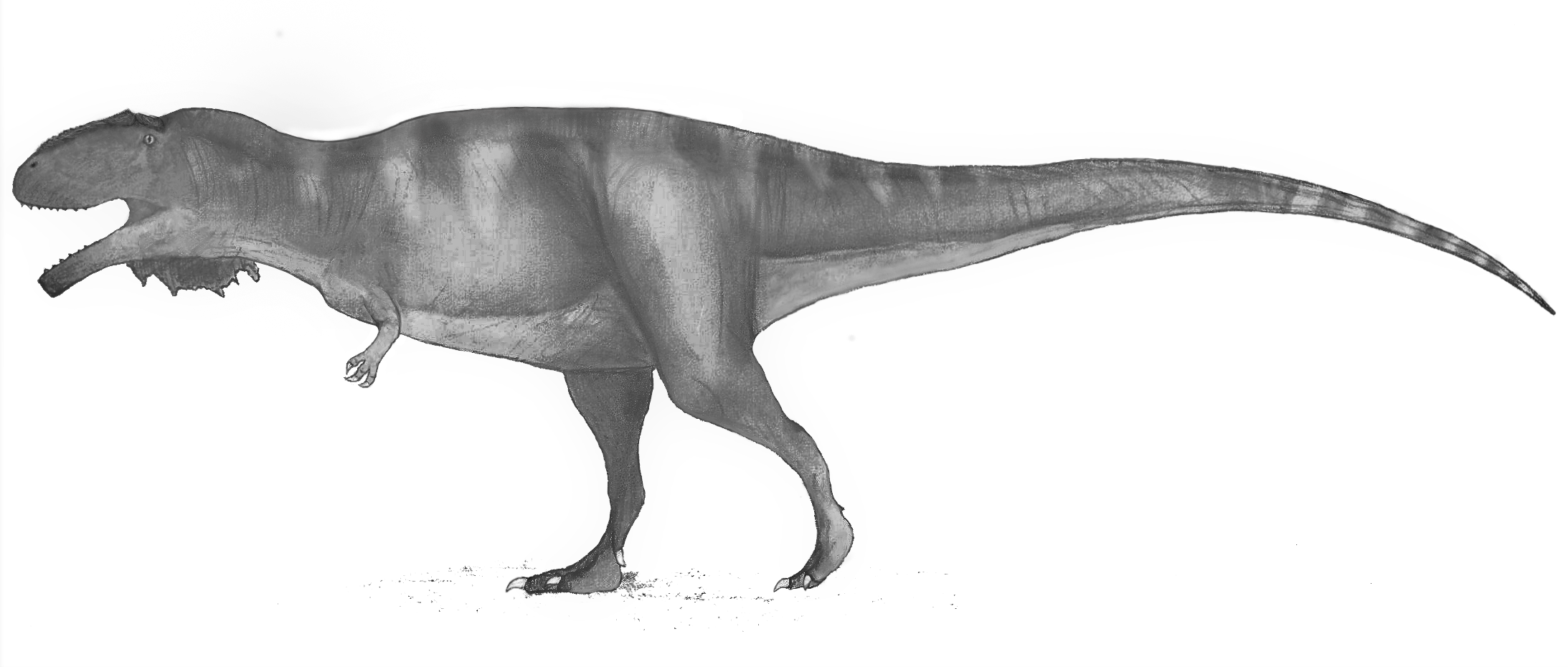
نگارهٔ بازسازی‌شده از ماپوسور
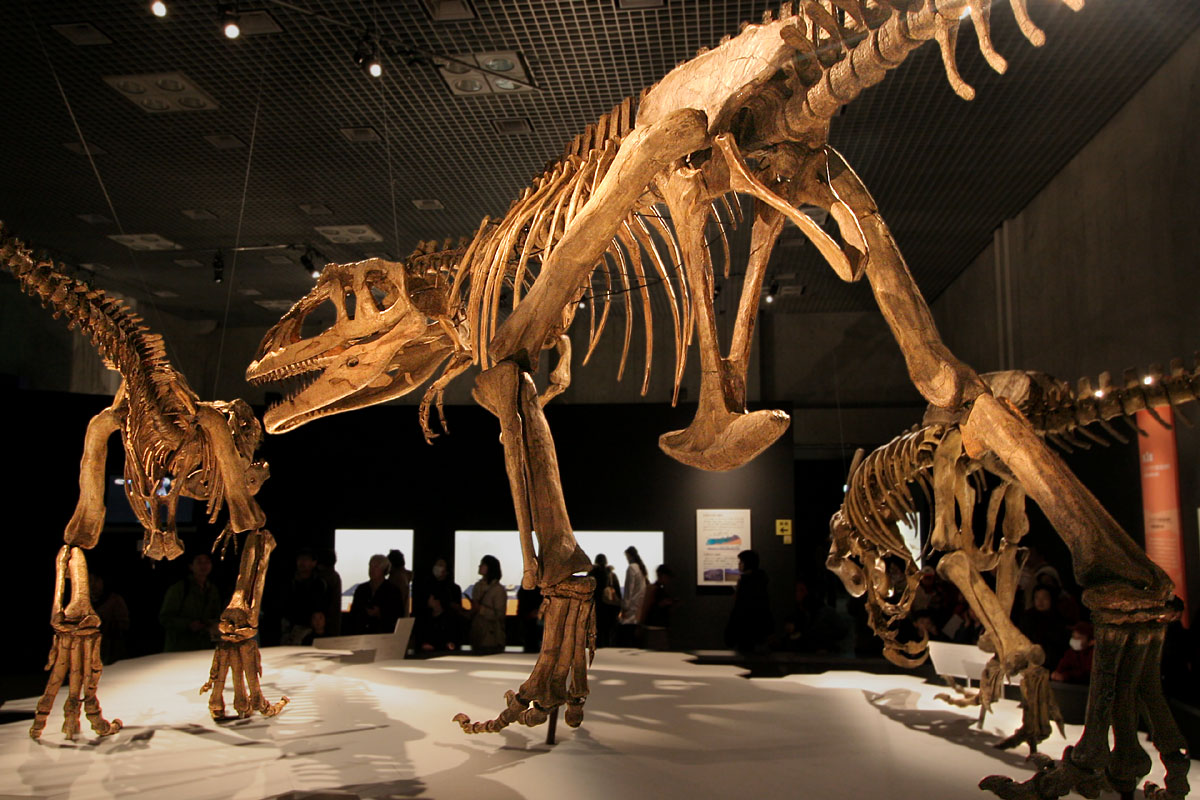
اسکلت ماپوسور در موزه
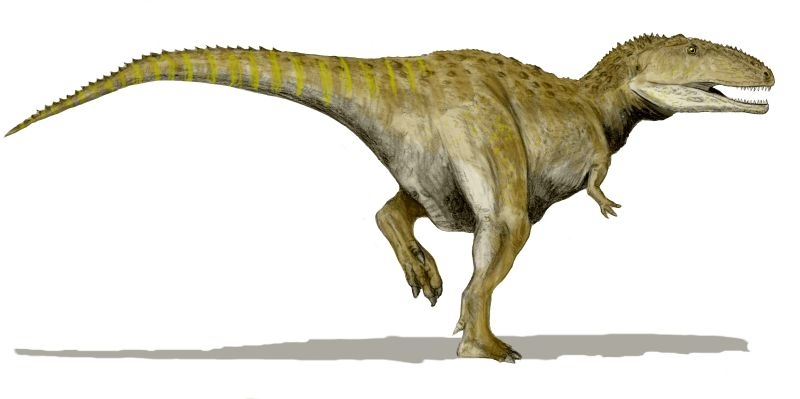
نگارهٔ بازسازی‌شده از ماپوسور
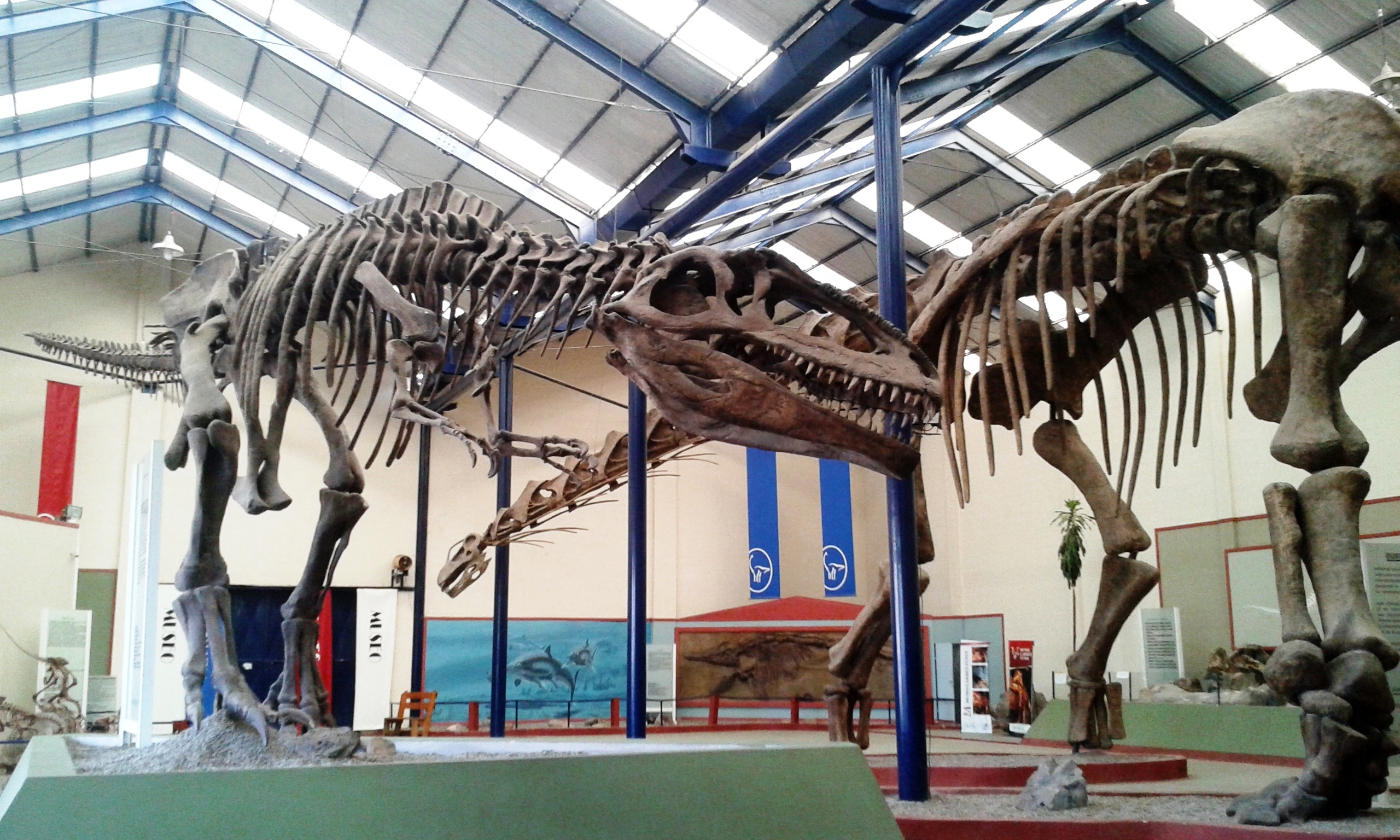
ماپوسور (سمت چپ) در موزهٔ آرژانتین
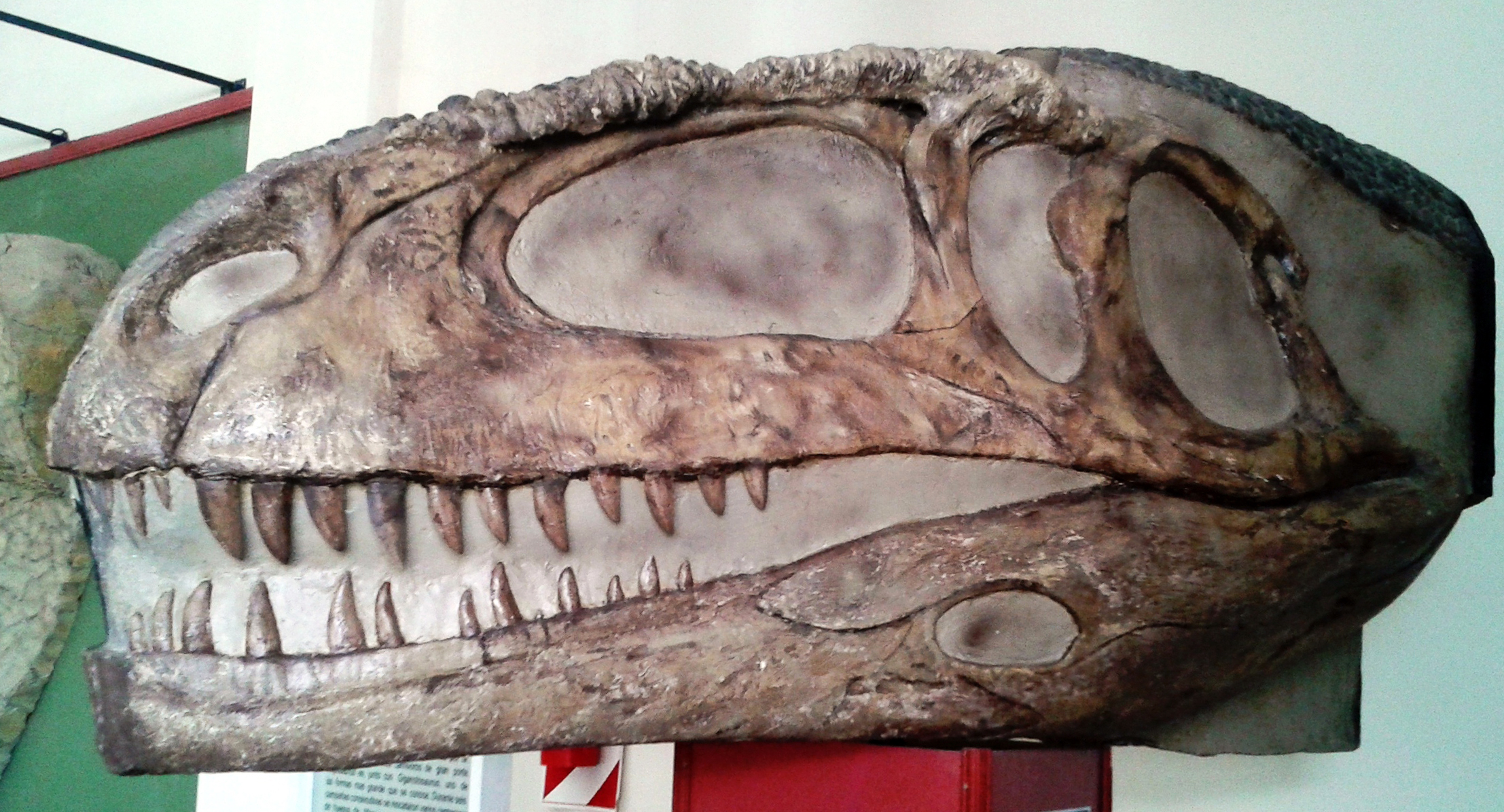
جمجمهٔ بازسازی‌شده